# Cailee Spaeny
Cailee Spaeny (Knoxville, 24 juli 1998) is een Amerikaanse actrice. Haar eerste grote rol was in de sciencefictionfilm Pacific Rim Uprising. Spaeny speelde in 2024 de hoofdrol in Alien: Romulus.

## Biografie

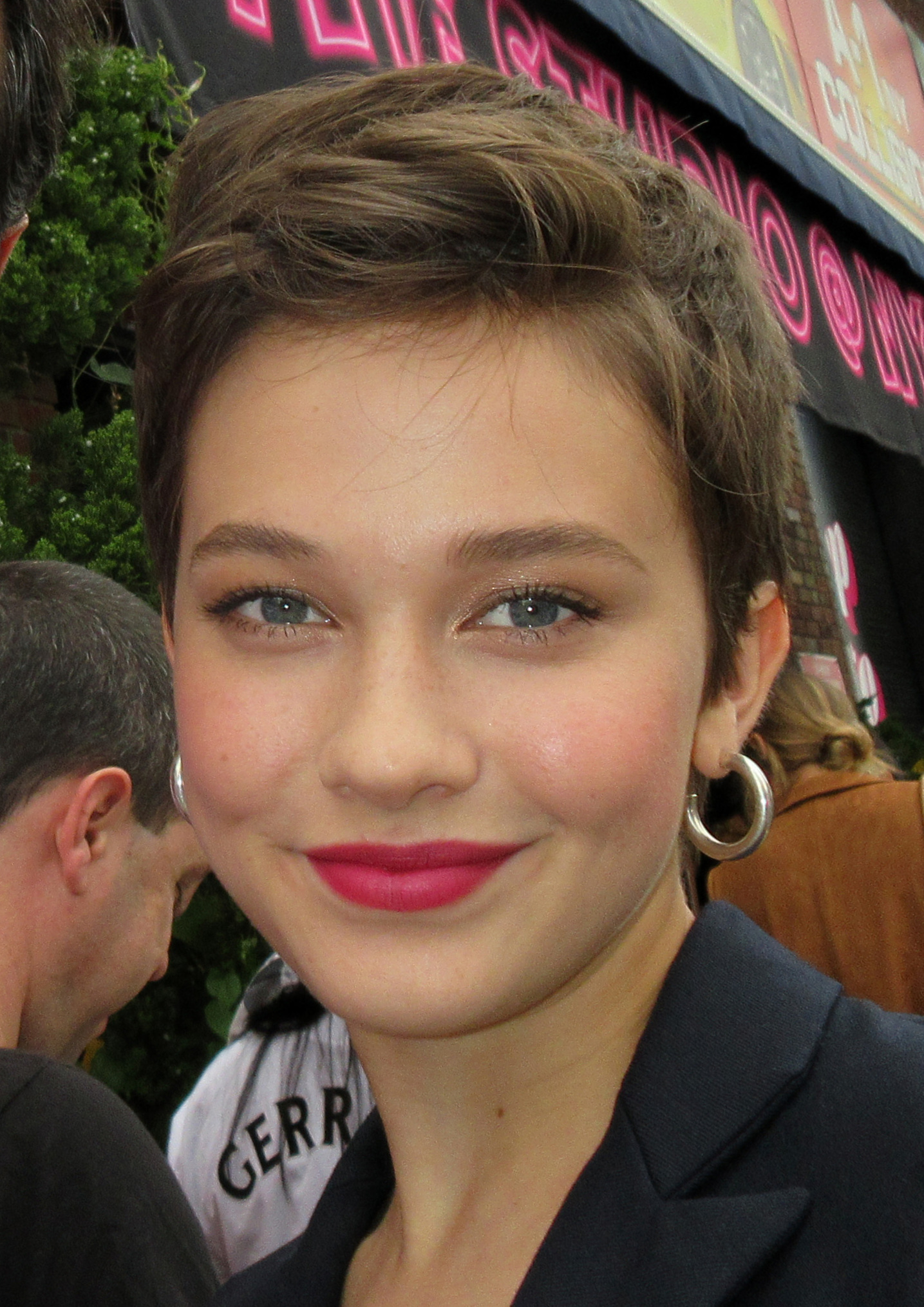
Spaeny in 2018

Spaeny werd geboren in Knoxville, Tennessee, maar groeide op in Springfield, Missouri. Ze heeft acht broers en zussen. Op jonge leeftijd ging ze naar een theater, waar ze in het seizoen 2014/15 de hoofdrol speelde van Dorothy in de uitvoering van The Wizard of Oz.
Haar debuutrol had Spaeny in de korte film Counting to 1000. In 2018 had ze haar eerste grote rol te pakken in sciencefictionfilm Pacific Rim Uprising, naast John Boyega en Scott Eastwood. Daarnaast speelde ze datzelfde jaar in Bad Times at the El Royale en de dramafilms On the Basis of Sex en Vice.
In 2020 speelde Spaeny in de televisieserie Devs van FX Networks en in de film The Craft: Legacy. Een jaar later speelde ze in de HBO-televisieserie Mare of Easttown, een moordmysterie waarin ook Kate Winslet speelde. Daarnaast speelde ze Anna Roosevelt Halsted, de dochter van voormalig Amerikaans president Franklin Delano Roosevelt in The First Lady.
Spaeny speelde in 2023 Priscilla Presley in Sofia Coppola's dramafilm Priscilla, naast Jacob Elordi als Elvis Presley. Deze rol leverde haar een Coppa Volpi voor beste actrice op het Filmfestival van Venetië 2023 op.
In 2024 speelde Spaeny de rol van Jessie, een fotografe en journaliste in het oorlogsdrama Civil War. Ook speelt ze de hoofdrol in de sciencefictionfilm Alien: Romulus. In mei 2024 werd ze tevens gecast in de Netflix-film Wake Up Dead Man: A Knives Out Mystery.

## Filmografie

### Films
| Jaar | Titel                      | Rol                | Opmerkingen |
| ---- | -------------------------- | ------------------ | ----------- |
| 2016 | Counting to 100            | Erica              | Korte film  |
| 2018 | Pacific Rim Uprising       | Amara Namani       |             |
| 2018 | Bad Times at the El Royale | Rose Summerspring  |             |
| 2018 | On the Basis of Sex        | Jane Ginsburg      |             |
| 2018 | Vice                       | Jonge Lynne Cheney |             |
| 2020 | The Craft: Legacy          | Lily Schechner     |             |
| 2021 | How it Ends                | Kleine Liza        |             |
| 2022 | Unlimited Worlds           | Lars               |             |
| 2023 | Priscilla                  | Priscilla Presley  |             |
| 2024 | Civil War                  | Jessie Cullen      |             |
| 2024 | Alien: Romulus             | Rain Carradine     |             |

### Televisie
| Jaar | Titel            | Rol                     | Extra            |
| ---- | ---------------- | ----------------------- | ---------------- |
| 2020 | Devs             | Lydon                   | Miniserie        |
| 2021 | Mare of Easttown | Erin McMenamin          | Miniserie        |
| 2022 | The First Lady   | Anna Roosevelt Halsterd | Terugkerende rol |

### Muziekvideo's
| Jaar | Titel              | Artiest                  |
| ---- | ------------------ | ------------------------ |
| 2019 | Send Her to Heaven | The All-American Rejects |

## Prijzen en nominaties
De belangrijkste:
| Jaar | Prijs                    | Categorie                                     | Film      | Uitslag     |
| ---- | ------------------------ | --------------------------------------------- | --------- | ----------- |
| 2024 | Golden Globe Awards      | Beste actrice in een film – drama             | Priscilla | Genomineerd |
| 2024 | Satellite Awards         | Beste actrice in een komisch of muzikale film | Priscilla | Genomineerd |
| 2023 | Filmfestival van Venetië | Coppa Volpi voor beste actrice                | Priscilla | Gewonnen    |